# Eilsegler
Der Eilsegler (Hirundapus giganteus) ist eine 18 bis 25 Zentimeter große Art aus der Vogelfamilie der Segler (Apodidae).

## Beschreibung
Der Vogel hat ein hellbraunes Rückengefieder, der Kopf, Schwanz und die sehr langen Flügel sind dunkelbraun gefärbt. Um die Augen trägt er einen schwarzen Augenring, welcher nach vorn in Weiß übergeht. Die Kehle ist hellbraun, der Schnabel ist schwarz gefärbt.

## Verbreitung und Lebensweise
Die Art kommt im südlichen Asien (Indien, Südostasien, Philippinen) vor. Dort bewohnt sie die Wälder bis in eine Höhe von 1800 Metern. Der Eilsegler zählt mit einer Geschwindigkeit von bis zu 300 km/h im Fluge zu den schnellsten Vögeln der Welt. Er ernährt sich von Insekten, welche er im Fluge fängt.    

## Brut
Das Weibchen baut in der Brutzeit ein Nest am Boden, in das es bis zu 5 Eier legt. 

## Gefährdung
Die IUCN listet diese Art als „nicht gefährdet“ (least concern).